# Phyllanthus moramangicus
Phyllanthus moramangicus är en emblikaväxtart som först beskrevs av Jacques Désiré Leandri, och fick sitt nu gällande namn av Jacques Désiré Leandri. Phyllanthus moramangicus ingår i släktet Phyllanthus och familjen emblikaväxter. Inga underarter finns listade i Catalogue of Life.